# Liste der Mitglieder der National Academy of Sciences/1875
Im Jahr 1875 wählte die National Academy of Sciences der Vereinigten Staaten 4 Personen zu ihren Mitgliedern.

## Neugewählte Mitglieder
- Asaph Hall (1829–1907)
- Alpheus Hyatt (1838–1902)
- Joseph Le Conte (1823–1901)
- Lewis H. Morgan (1818–1881)